# Resolució 1705 del Consell de Seguretat de les Nacions Unides
La Resolució 1705 del Consell de Seguretat de les Nacions Unides, adoptada per unanimitat el 29 d'agost de 2006 després de notar una carta del President del Consell de Seguretat de les Nacions Unides, el Consell va prorrogar el termini del jutge Solomy Balungi Bossa al Tribunal Penal Internacional per a Ruanda (TPIR).
L'extensió permetria al jutge Bossa completar el cas Butare, més enllà del venciment del seu mandat el 24 de juny de 2007.